# Жовтенята
Жовтенята (рос. октябрята) — у Радянському Союзі учні 7—9 років, що їх об'єднано в гурти при піонерській дружині школи. Гуртами керували вожаті з числа піонерів або комсомольців школи. У цих гуртах діти готувалися вступати до Всесоюзної піонерської організації імені В. І. Леніна.

## Опис

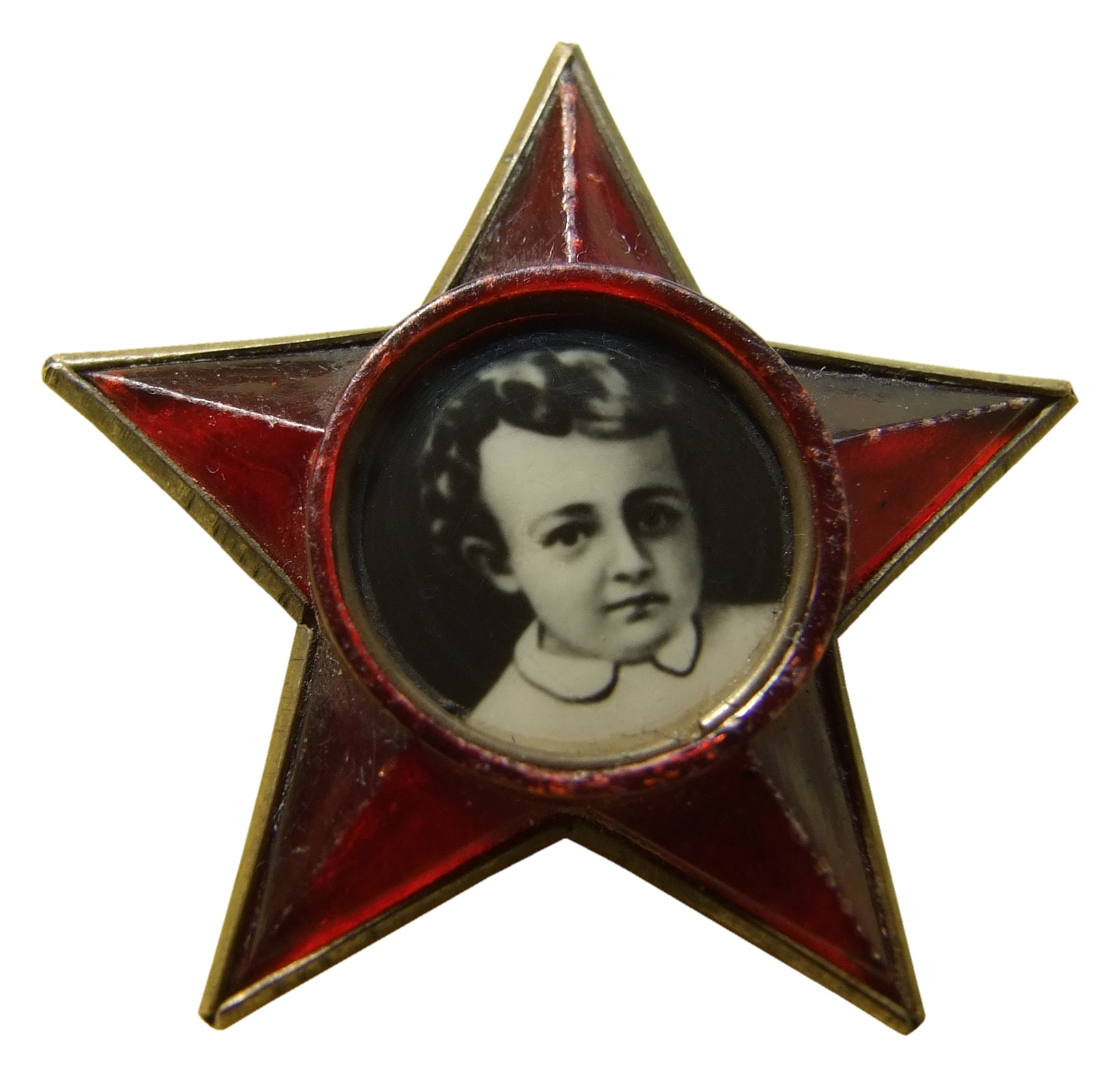
Значок жовтенят

Термін жовтенята виник в 1923—1924 рр., коли в Москві стали виникати перші гурти дітей, до яких брали дітей — ровесників Великої Жовтневої соціалістичної революції.
Гурти жовтенят створювано в перших класах шкіл; вони діяли до вступу жовтенят у піонери і утворення піонерських загонів. Під час вступу до лав жовтенят дітям видавали нагрудний значок — п'ятикутну рубінову зірку з портретом малолітнього Володимира Леніна. Символом групи був червоний жовтневий прапорець. Гурт жовтенят складався з декількох підрозділів, що називалися «зірочками», кожна з яких містила зазвичай по 5 дітей — символ п'ятикутної зірки. Як правило в «зірочці» кожне жовтеня посідало одну з посад — командир, квітникар, санітар, бібліотекар або фізкультурник.
Діяльність жовтенят відбувалася переважно в ігровій формі; її організовували вчителі та ватажки. Щорічно 16—22 квітня проводили всесоюзний тиждень жовтенят. У школі для жовтенят могли організовувати «ленінські читання», коли 22-го числа кожного місяця призначений старшокласник приходив до класу й читав розповіді про В. І. Леніна (його день народження 22 квітня 1870 р.). Для жовтенят видавали всесоюзні («Веселі картинки» і «Мурзилку») і республіканські журнали. Наприклад, у Молдавській РСР видавали журнал «Стелуца» («Зірочка») молдавською та російською мовами. Матеріали, призначені для жовтенят, публікували й піонерські газети. Щорічно для жовтенят видавництво «Малюк» видавало настільний календар «Зірочка». Методичні матеріали про роботу з жовтенятами регулярно друковано в журналах «Вожатий», «Початкова школа», «Виховання школярів» та інших виданнях.
Об'єднання молодших школярів при піонерських та інших дитячих організаціях, подібні до жовтенят, діють у багатьох країнах.

## Правила жовтенят
ЦК ВЛКСМ затвердив правила для жовтенят:
- Жовтенята — майбутні піонери.
- Жовтенята — старанні дитинчата, люблять школу, поважають старших.
- Тільки тих, хто любить труд (працю), жовтенятами зовуть.
- Жовтенята — правдиві та сміливі, спритні та умілі.
- Жовтенята — дружні дитинчата, читають і малюють, грають і співають, весело живуть.

## Структура комуністичних молодіжних організацій СРСР
- Жовтенята — учні початкових класів;
- Піонери — учні середніх класів школи;
- Комсомольці — молодь у віці від 14 до 28 років;
- Партія — КПРС.